# Алиса и укус пчелы
«Али́са и уку́с пчелы́» (англ. Alice Gets Stung) — короткометражный чёрно-белый немой фильм Уолта Диснея, выпущенный 1 февраля 1925 года. Четырнадцатая серия «Комедий Алисы».

## Сюжет
Алиса (Вирджиния Дэвис) и кот Джулиус отправляются в лес. Джулиус гоняет зайчиху, а Алиса потехи ради стреляет из ружья по медведю. В финале «охотники» получают по заслугам за свои проделки.

## Художественные особенности
«Алиса и укус пчелы» — один из первых фильмов Уолта Диснея с совмещением живого актёра и нарисованных персонажей.
На протяжении всего фильма Алиса находится среди нарисованных персонажей: кота Джулиуса, медведя, зайчихи и других.

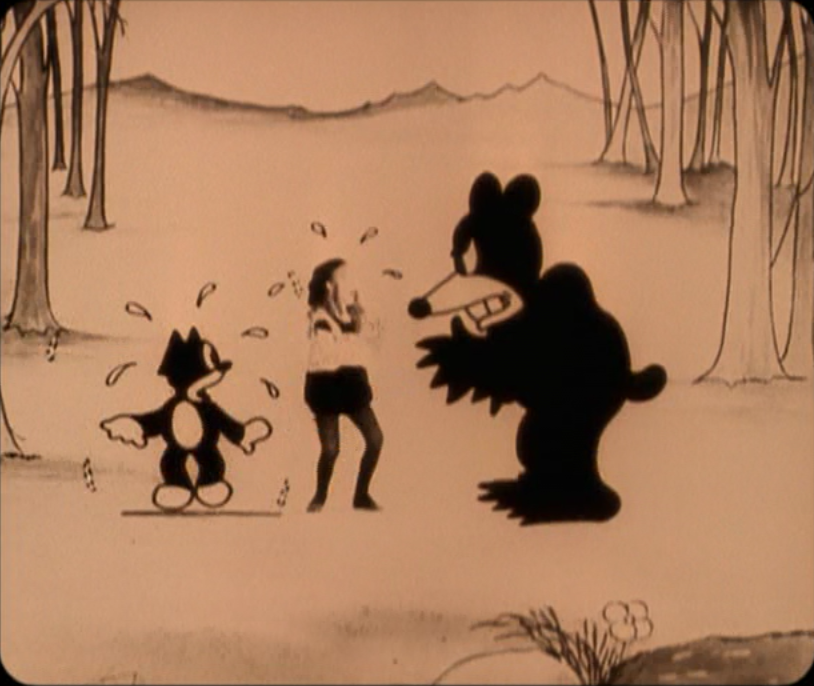
Кадр из фильма «Алиса и укус пчелы»

«Алиса и укус пчелы» — последняя серия «Комедий Алисы» с участием Вирджинии Дэвис в роли Алисы. Это фильм с совмещением живой девочки и нарисованных персонажей.